# Périphériques (entreprise)
Pour les articles homonymes, voir Périphériques.
 (juillet 2024).
 (mars 2025).
Si vous disposez d'ouvrages ou d'articles de référence ou si vous connaissez des sites web de qualité traitant du thème abordé ici, merci de compléter l'article en donnant les références utiles à sa vérifiabilité et en les liant à la section « Notes et références ».
Périphériques Architectes est un bureau d'architecture structure créée en 1996 par Emmanuelle Marin, David Trottin et Anne-Françoise Jumeau. Elle est basée à Paris et regroupe deux agences d'architecture françaises, Marin+Trottin Architectes et Anne-Françoise Jumeau Architectes.

## Prix et distinctions
- Maison M, Franconville : 1re prix aux Euro-Belgian Architectural Awards, 1995
- Atrium de l'université Pierre-et-Marie-Curie, Paris : Mention à l'Équerre d'argent, 2005
- Crêche Frémicourt, Paris : Archi Design Club Awards, 2014
- Médiathèque Saint-Paul, La Réunion
  - 10 plus beaux édifices culturels de l'année, magazine Azure (en), 2015
  - meilleur Projet Archilovers, 2015
  - mention spéciale Architizer A+ Awards, 2016
- Coallia Résidence Sociale
  - prix du Geste d‘Argent, 2017
  - 1re prix DUO@Work, 2017
  - prix AIT-AWARD, 2018
  - sélection au Archi Design Club Awards, 2018
- 46 logements à L'Île-Saint-Denis : Grand Prix Façades Geste d'Argent, Le Geste d'Or, 2019

## Film
En 2008, Gilles Coudert réalise un film de 26 minutes intitulé Les Salons de l'Ifa : Périphériques architectes. Ce film présente un entretien mené par Fiona Meadows avec les architectes de Périphériques, Anne-Françoise Jumeau, Emmanuelle Marin-Trottin et David Trottin, à l’occasion du deuxième Salon de l’Institut français d'architecture à la Cité de l'architecture et du patrimoine de Paris. Il est l'occasion de mieux connaître les architectes qui ont imaginé la scénographie du lieu et de suivre l'élaboration de ce deuxième Salon de l'Ifa.